# Bula de Aur siciliană

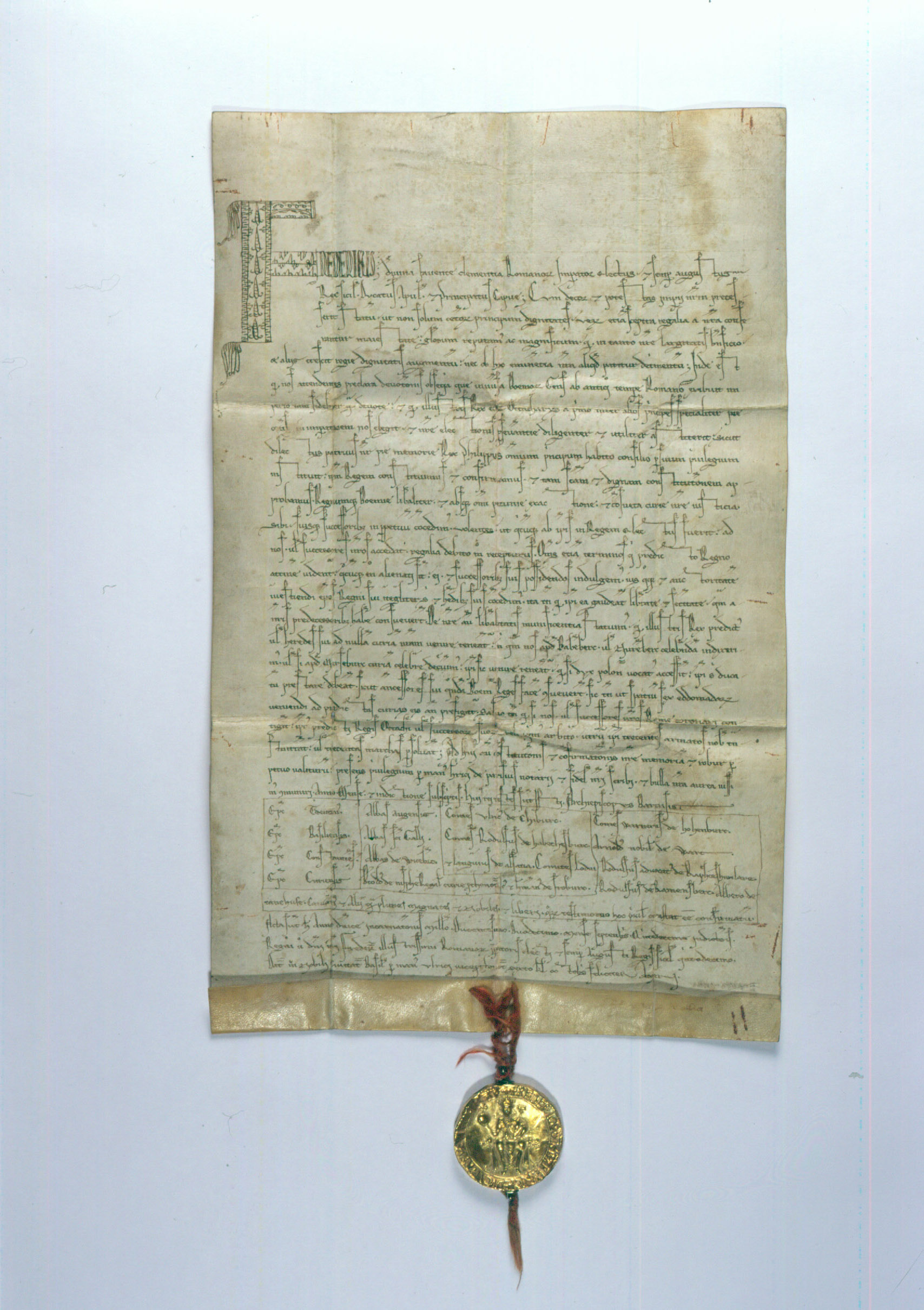
Bula de Aur siciliană

Bula de Aur siciliană (în latină Bulla Aurea Siciliæ, în cehă Zlatá bula sicilská) a fost emisă la Basel pe 26 septembrie 1212 de regele celor Două Sicilii, viitorul împărat romano-german Frederic al II-lea. Bula de Aur siciliană, care cuprinde trei documente, confirma titlul de rege al Boemiei obținut de Ottokar I Přemysl în 1198 și stabilea că acest titlu urma să fie ereditar, stipulând, de asemenea, drepturile și îndatoririle regilor Boemiei în Sfântul Imperiu Roman. Bula de Aur siciliană este unul dintre cele mai importante acte legislative din istoria Boemiei și a fost folosită în secolul al XIX-lea și la începutul secolului al XX-lea ca o dovadă a dreptului istoric al poporului ceh de a avea propriul stat.

## Istoria
Doi dintre predecesorii regelui Ottokar I primiseră deja titlul regal de la împărat: ducele Vratislav al II-lea în 1085 de la împăratul Henric al IV-lea și ducele Vladislav al II-lea în 1158 de la împăratul Frederic I Barbarossa, însă titlul neffind ereditar și de aceea succesorii lor au cârmuit Boemia ca duci.
După moartea împăratului Henric al VI-lea în 1197, Ottokar I a profitat de rivalitatea dintre dinastia Welfilor (respectiv Otto al IV-lea de Brunswick) și dinastia Hohenstaufen (respectiv Filip de Suabia, fratele împăratului Henric al VI-lea) care luptau pentru a obține coroana imperială. Filip l-a recompensat pe Ottokar pentru susținere cu titlul de rege în 1198 ca titlu ereditar, Boemia devenind astfel regat. Ottokar a fost încoronat rege al Boemiei în orașul Boppard. În 1203 Ottokar a schimbat tabăra, sprijinindu-l pe Otto al IV-lea de Brunswick, care i-a confirmat titlul ereditar. Ottokar a fost din nou încoronat pe 24 august 1203 de cardinalul Guido de Praeneste în tabăra militară de lângă Merseburg. În 1204 papa Inocențiu al III-lea a recunoscut, de asemenea, coroana regală ereditară a Boemiei.
Când Otto al IV-lea de Brunswick a fost excomunicat în 1210, Ottokar și fratele său, Vladislav Henric, margraful Moraviei, s-au alăturat familiei Hohenstaufen. La alegererile imperiale pe 18 noiembrie 1211 la Nürnberg, Ottokar i-a dat votul lui Frederic, fiul fratelui lui Filip de Suabia, pe atunci rege al celor Două Sicilii. După alegerea ca rege romano-german, tânărul Frederic al II-lea de Hohenstaufen a părăsit Sicilia, a traversat Alpii și s-a îndreptat spre imperiu pentru a fi încoronat. Pe 26 septembrie 1212, la Basel, a emis pentru influenții săi aliați boemi, Ottokar I și fratele acestuia, Vladislav Henric: „Bula de Aur siciliană” care cuprindea trei documente.

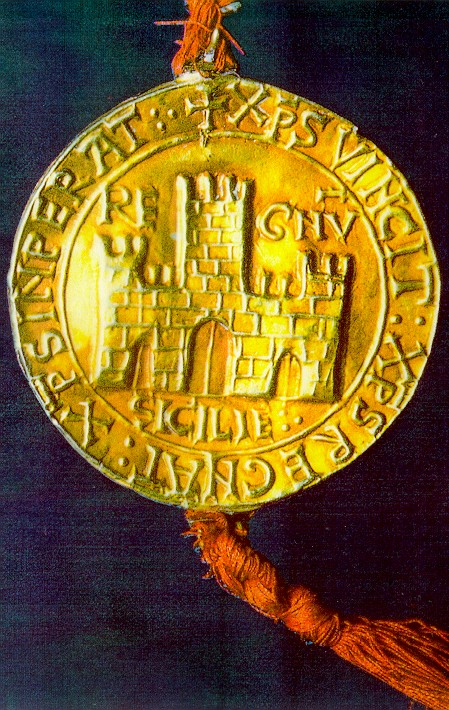
Sigiliul de aur al regelui sicilian Frederic al II-lea (atașat Bulei de Aur siciliene)

Nu există nicio dovadă că Ottokar I sau fratele său, Vladislav Heinric, ar fi fost prezenți personal la Basel, dar probabil documentele au fost create cu implicarea lor. Este greu de presupus că în cercul regelui sicilian exista cineva bine informat despre situația din Boemia și despre cerințele lui Ottokar. Este probabil că el le-a făcut cunoscute printr-o listă trimisă la Nürnberg pe care notarul Henricus de Parisius, din Basel, a folosit-o ca bază pentru întocmirea documentelor.

## Denumirea
„Bula de Aur siciliană” este o denumire care provine de la sigiliul regal sicilian din aur, cu care Frederic al II-lea a certificat cele trei documente deoarece la acel moment nu avea încă sigiliul de împărat roman. Totuși, această denumire a fost folosită de istoricii cehi doar de la începutul secolului al XX-lea, anterior cele trei documente fiind menționate în istorie ca „privilegiile de la Basel din 26 septembrie 1212”. Primul dintre cele trei privilegii este cel mai cunoscut și cel mai important, acesta fiind deseori numit „Bula de Aur siciliană”.
În toate cele trei documente, Frederic al II-lea se prezintă nu numai ca rex Sicilie (regele Siciliei), ci și ca Romanorum imperator electus (împărat roman ales). Probabil Frederic al II-lea a folosit acest titlu deoarece la acea vreme el nu era încă împărat, ci era doar „ales”, adică viitor împărat.

## Conținutul celor trei documente

### Primul document
- împăratul Frederic al II-lea confirmă regelui boem Ottokar I și viitorilor săi succesori demnitatea regală care îi fusese deja acordată de unchiul său, regele Filip al Suabiei în 1198;
- împăratul Frederic al II-lea confirmă că el și succesorii săi vor confirma în funcție toți regii aleși de nobilimea Boemiei garantând astfel nobilimii boeme dreptul de a-și alege propriul rege (sarcina împăratului era să confirme regele ales în Boemia);
- Boemiei îi este garantată întinderea teritorială și frontierele (fără a le stabili exact);
- împăratul Frederic al II-lea acordă regilor Boemiei dreptul de a învesti noi episcopi în propria țară, sporind astfel puterea regilor boemi, deoarece până atunci acesta fusese dreptul împăratului;
- regele Boemiei nu este obligat să participe la adunările informale ale curții imperiale (Hoftag) ci doar dacă au loc în apropierea granițelor țării sale și anume la cele convocate în Bamberg, Nürnberg sau Merseburg; în cazul în care ducele polonez participă la Hoftag, regele boem trebuie să-i asigure escorta;
- în cazul unei încoronări imperiale la Roma, regele Boemiei este obligat să asigure 300 de soldați călare sau să plătească drept compensație suma de 300 de mărci în argint.

### Al doilea document
- împăratul Frederic al II-lea acordă și confirmă regelui Ottokar I feude imperiale mai mici și feude în apropierea granițelor țării, în Palatinatul Superior, în Vogtland și în Pleißenland.

### Al treilea document
- destinat lui Vladislav Henric, margraf al Moraviei și frate al lui Ottokar I, documentul îi acordă acestuia un enigmatic „Mocran et Mocran” - denumire necunoscută care fie se referă la un fief imperial necunoscut, fie înseamnă „Moravia și Moravia” fiind de fapt o greșeală de scriere făcută în timpul redactării documentului - în acest caz documentul recunoștea cârmuirea lui Vladislav Henric asupra Moraviei.[4]

## Importanța istorică
Bula de Aur siciliană este documentul fondator al Regatului Boemiei care reglementa, de asemenea, relațiile acestui regat cu Sfântul Imperiu Roman. Emiterea celor trei documente demonstrează prestigiul domnitorilor boemi și influența lor crescândă în Europa Centrală în secolul al XIII-lea. Conform istoricilor de astăzi, documentul nu are semnificația fondării statului pe care i-au atribuit-o istoricii cehi în secolul al XIX-lea și începutul secolului al XX-lea.
Pentru regii Dinastiei Přemyslid din secolul al XIII-lea Bula de Aur siciliană nu pare să fi jucat un rol major. Ea nu este citată în „Bula de Aur de la Ulm” din 1216, în care Frederic al II-lea a confirmat aranjamentele succesorale ale regilor boemi și nu există nicio dovadă că ar fi fost folosită la întronarea succesorilor lui Ottokar. De asemenea, nu există nicio indicație că Ottokar I ar fi revendicat posesiunile care i-au fost acordate prin cel de-al doilea document
Bula de Aur siciliană a devenit importantă pentru prima dată atunci când împăratul Carol al IV-lea, de asemenea rege al Boemiei, le-a depus în Arhivele Coroanei, le-a reeditat împreună cu alte nouă privilegii cheie ale regatului, le-a atașat un nou sigiliu, confirmându-le oficial la Dieta din 7 aprilie 1348. Împăratul Carol al IV-lea a dorit să lege titlul de rege al Boemiei de dinastia Přemyslid. După Bătălia de la Muntele Alb din 1620, Bula de Aur siciliană a fost aproape complet uitată, dar a fost readusă în actualitate în timpul mișcării de renaștere națională cehă în secolul al XIX-lea ca document cheie pentru istoria Cehiei.
Istoricii cehi din secolul al XIX-lea și începutul secolului al XX-lea au considerat anul 1212 un punct de cotitură în istoria poporului ceh, atunci când Ottokar I a reușit să obțină statutul de monarhie ereditară pentru Boemia, asigurând prin Bula de Aur siciliană independența juridică a statului față de „Reich-ul German”. Această interpretare s-a regăsit ulterior în manualele școlare și în conștiința publică. De asemenea, Bula de Aur siciliană a servit ca dovadă a dreptului istoric al poporului ceh la propriul stat.

## Documentele astăzi
Nu se știe cum au ajuns cele trei documente de la Basel la Praga în 1212 și în ce măsură conținutul lor corespundea dorințelor destinatarilor. Ulterior documentele au fost expuse temporar la Castelul din Praga (de exemplu în timpul războaielor husite) și au fost păstrate în Castelul Karlštejn până în 1750 când au fost duse la Viena împreună cu mare parte a Arhivei Coroanei Boemiei. Acolo s-au aflat până în 1920 când, în temeiul Tratatului de la Saint-Germain din 21 noiembrie 1920, au fost readuse la Praga.
Astăzi originalele celor trei documente sunt păstrate în Arhivele Naționale ale Republicii Cehe din Praga, în colecția „Arhivele Coroanei Cehe” (în cehă Archiv České koruny).
Textul în limba latină a fost transcris de G. Friedrich în: Codex diplomaticus et epistolaris regni Bohemiae, II, Praga 1912, nr. 96, 97, 98 (p. 92–97).
La aniversarea a 800 de ani de la emiterea Bulei de Aur siciliene, documentul a fost expus publicului timp de patru zile în septembrie 2012 în Arhivele Naționale.